# Concerto for two pianos and orchestra
Het Concerto for two pianos and orchestra is een compositie van Noorse componist Johan Kvandal. Tot deze compositie uit 1993 had Kvandal nog geen “normaal” pianoconcert (dat wil zeggen met één piano) geschreven. Dat gewone pianoconcert volgde als sluitstuk van zijn componistenloopbaan. Het concerto voor twee piano's en orkest kreeg als een van de weinige werken van deze Noorse componist een Amerikaanse titel mee. Het werd geschreven in opdracht van de Edvard Grieg Society in New York en de pianisten David Bradshaw en Alexander Buono, die in 1993 Kvandals Duo concertante voor twee piano's had uitgevoerd.
De première van het werk vond dan ook plaats in New York en wel op 7 november 1993 in een programma dat voor de rest was gevuld met werken van Grieg. Het concert werd in de Alice Tully Hall in het Lincoln Center gegeven in verband met de viering van het 150e geboortejaar van Grieg. Per Brevig gaf leiding aan het St. Luke's Orchestra met als solisten Bradshaw en Buono.
Kvandal schreef dit werk voor:
- 2 piano’s
- 2 dwarsfluiten (II ook piccolo), 2 hobo’s, 2 klarinetten, 2 fagotten
- 4 hoorns, 2 trompetten, 3 trombones, 0 tuba
- pauken, percussie
- violen, altviolen, celli, contrabassen

Van het werk is geen commerciële uitgave aanwezig in 2013. De Noorse muziekcentrale bezit echter een opname van dit concert door Mariss Jansons en het Oslo Filharmoniske Orkester met solisten Jorunn Marie Bratlie en Jens Harald Bratlie. De opname dateert waarschijnlijk van rond 1993, Jansons was toen chef-dirigent van dat orkest.